# Mariahilfkirche (Innsbruck)

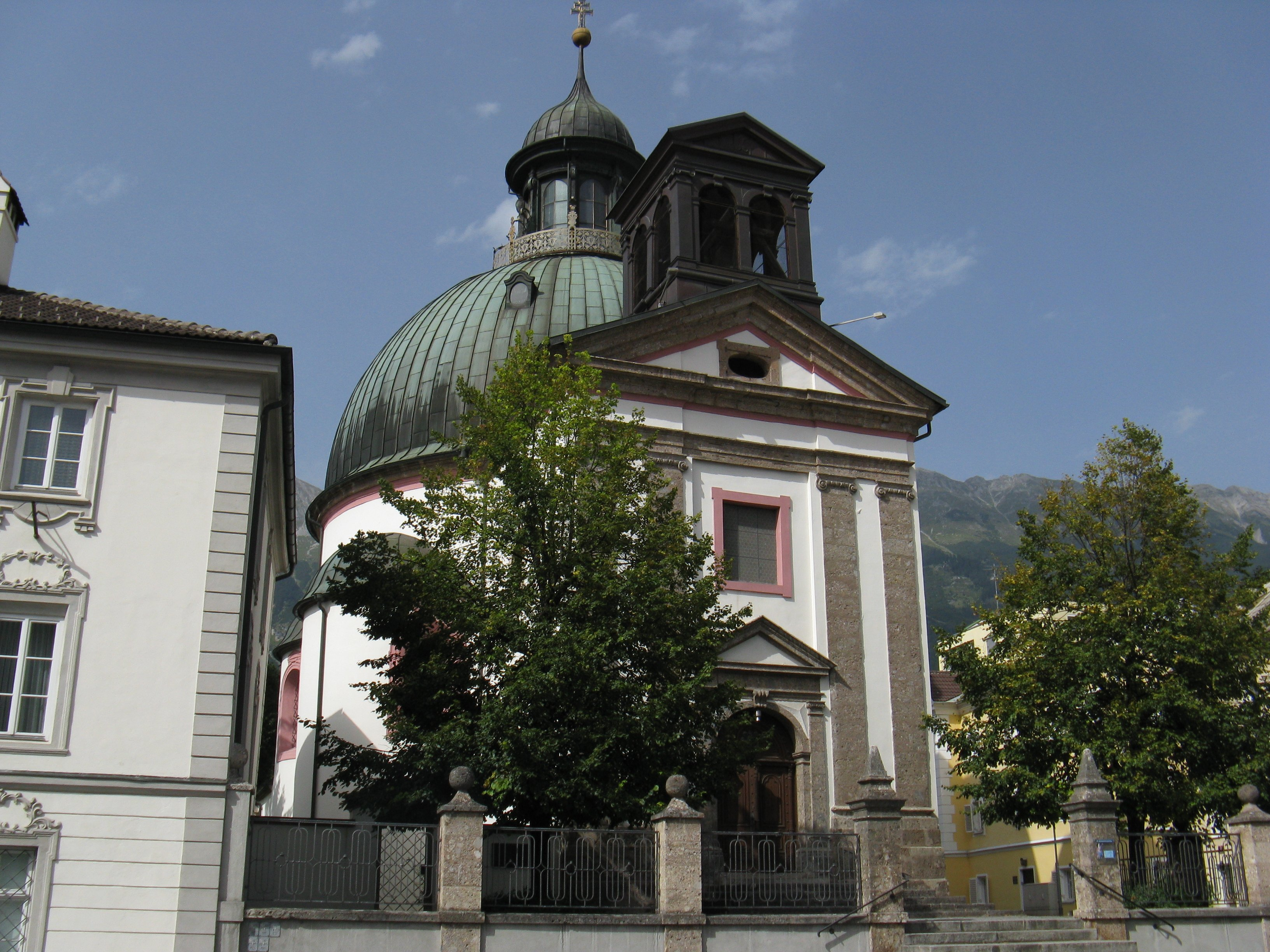
Mariahilfkirche

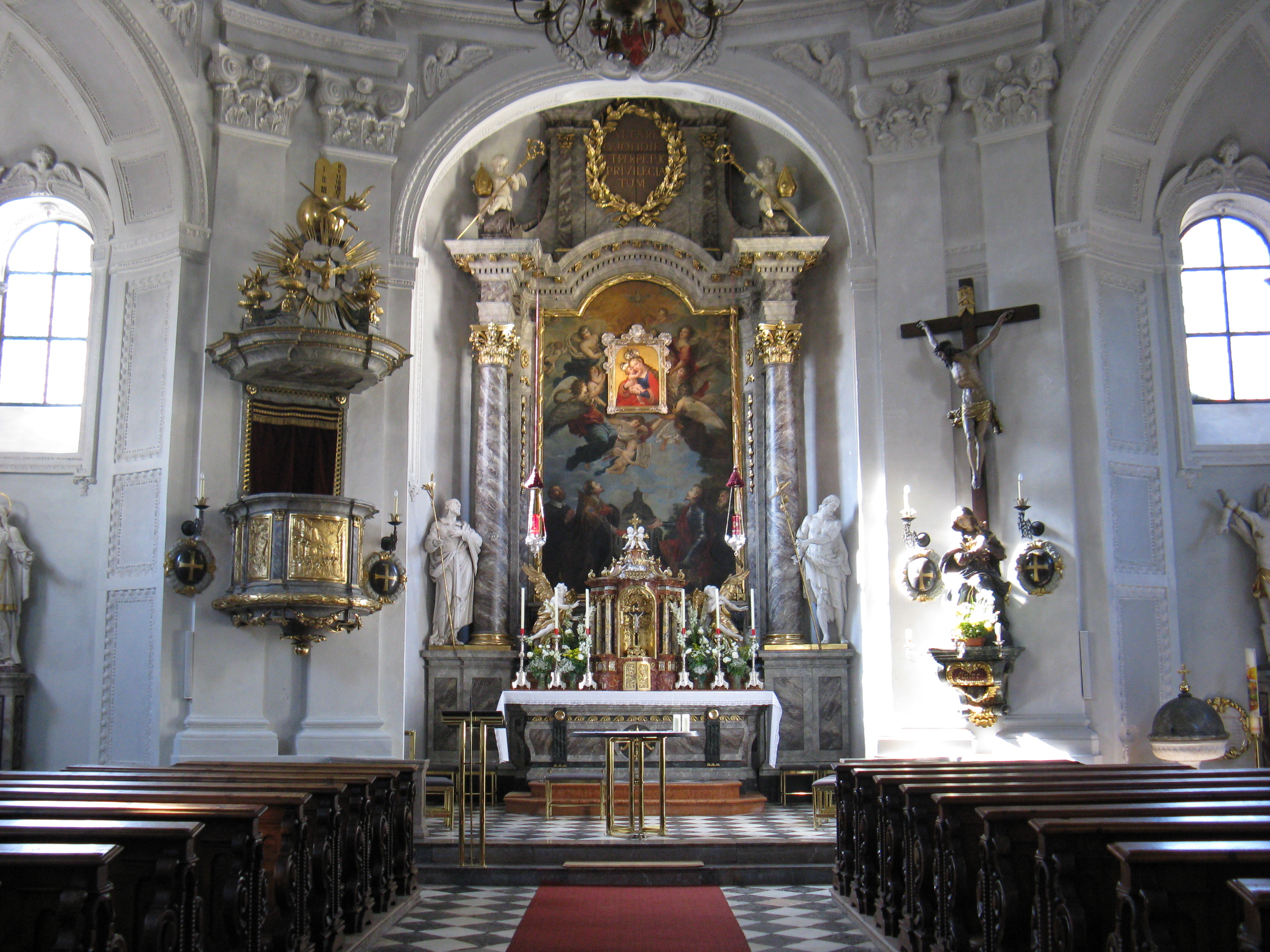
Altarraum

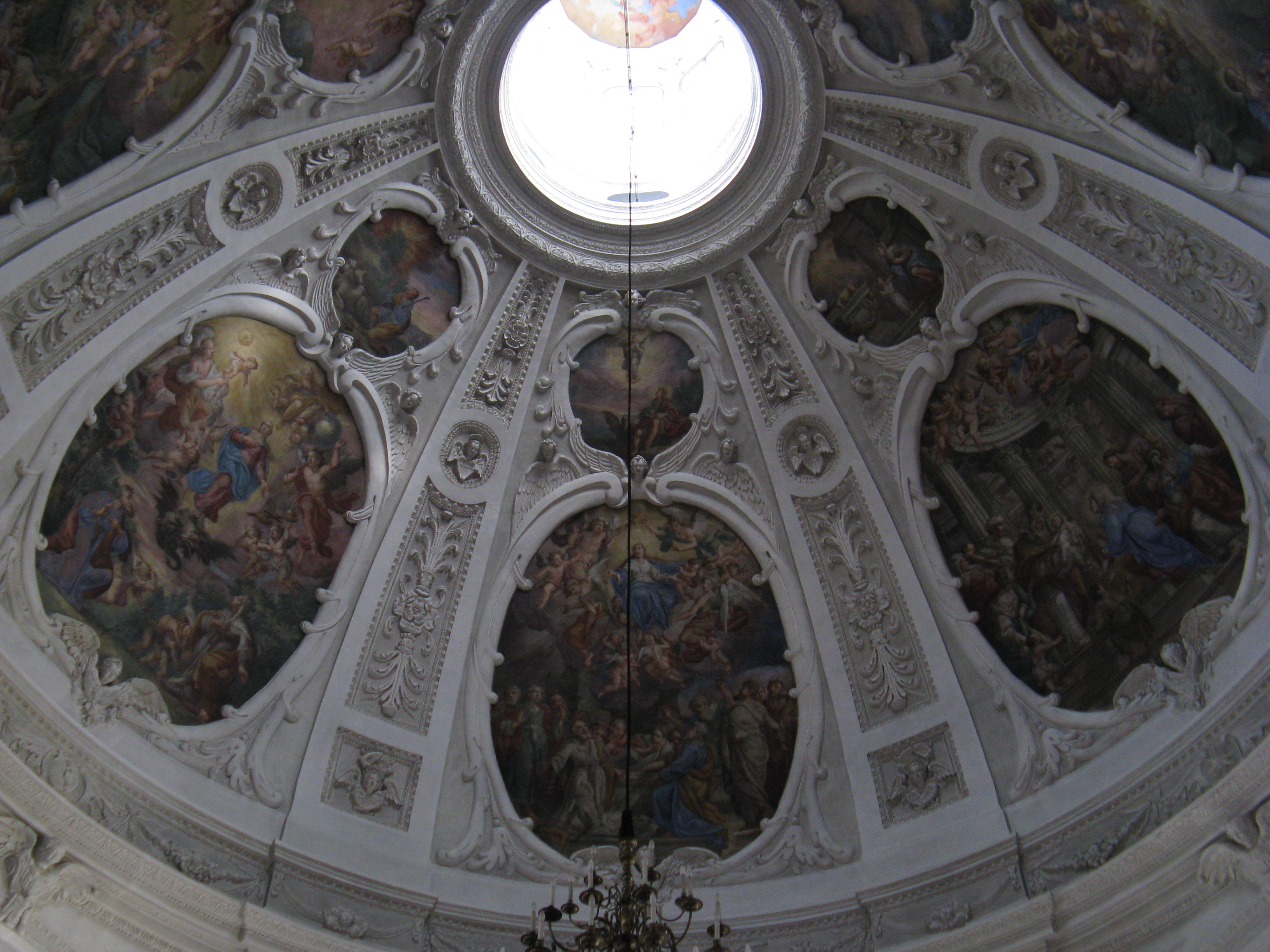
Kuppel

Die römisch-katholische Landschaftliche Pfarrkirche Mariahilf ist eine Kirche im Stadtteil Hötting, am Linken Innufer in Innsbruck.

## Geschichte
Anlass für den Bau war ein Gelöbnis der Tiroler Stände (Landschaft) während des Dreißigjährigen Krieges im Winter 1646/47.

Hofbaumeister Christoph Gumpp der Jüngere entwarf die Zentralkuppelkirche im Stil des italienischen Frühbarocks. Die erste Heilige Messe konnte am 23. April 1648 gefeiert werden, und die Weihe fand am 26. Juni 1660 durch den Brixner Weihbischof statt. Bis zum Bau der Landhauskapelle in den 1720ern diente sie als Gotteshaus der Stände.

Am 13. Juni 1853 wurde sie zur Pfarrei erhoben.
Das Land Tirol hat bis heute das Patronat inne, weshalb die Kirche landschaftlich genannt wird.
Sie lag schon von alters her außerhalb der Stadt Innsbruck, daher gehört sie nicht zum nach ihr benannten Stadtteil Mariahilf (Linkes Innufer der Innenstadt), sondern heute zur Höttinger Au (Katastralgemeinde Hötting), und auch ihr Pfarrgebiet erstreckt sich stadtauswärts, in den Grenzen der Straßen Höttinger Au – Kranebitter Allee und Speckweg – Sonnenstraße – Botanikerstraße (Mariahilf verteilt sich auf die Pfarren Hötting, St. Nikolaus und die Dompfarre).

## Orgel
Die Pfarrkirche besitzt eine Orgel von Johann Pirchner aus dem Jahr 1986, an der regelmäßig Konzerte stattfinden. Das Schleifladen-Instrument hat 20 Register auf zwei Manualen und Pedal. Die Trakturen sind mechanisch.
| I Hauptwerk C–g3 |           |       |
| 1.               | Bordun    | 16′   |
| 2.               | Principal | 8′    |
| 3.               | Gedeckt   | 8′    |
| 4.               | Viola     | 8′    |
| 5.               | Schwebung | 8′    |
| 6.               | Octav     | 4′    |
| 7.               | Rohrflöte | 4′    |
| 8.               | Nasard    | 2 ⁄3′ |
| 9.               | Cornet    | 2 ⁄3′ |
| 10.              | Oktav     | 2′    |
| 11.              | Mixtur    | 1 ⁄3′ |
| 12.              | Trompete  | 8′    |

| II Schwellwerk C–g3 |           |    |
| 13.                 | Copel     | 8′ |
| 14.                 | Praestant | 4′ |
| 15.                 | Flauto    | 4′ |
| 16.                 | Gemshorn  | 2′ |
| 17.                 | Dulcian   | 8′ |

| Pedal C–f1 |          |     |
| 18.        | Subbaß   | 16′ |
| 19.        | Octavbaß | 8′  |
| 20.        | Fagott   | 16′ |

- Koppeln: II/I, I/P, II/P
- Spielhilfen: Principaltritt, Flötentritt